# Флай (річка)

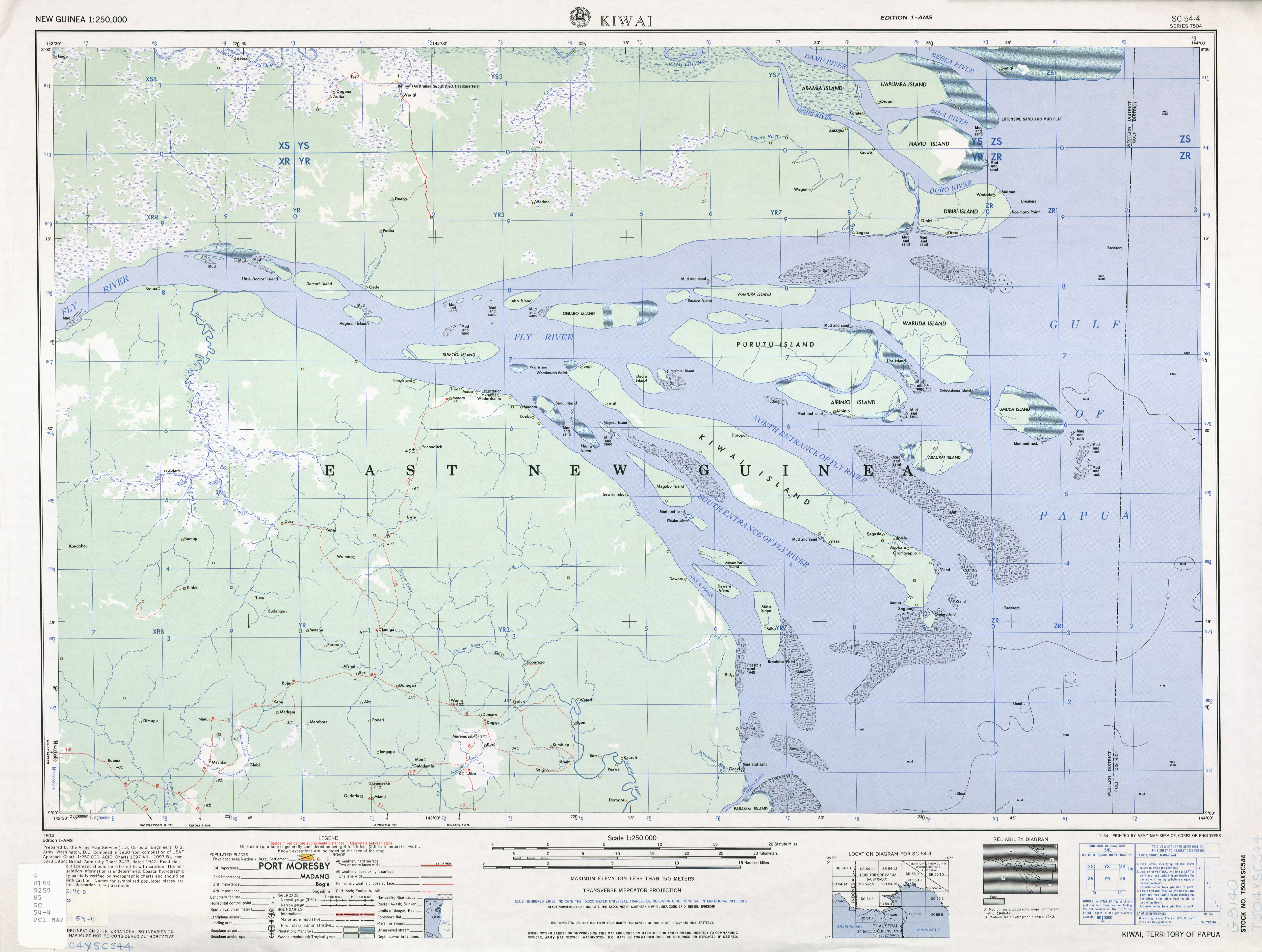
Дельта річки Флай

Флай (англ. Fly River, ток-пісін wara Flai) — річка на острові Нова Гвінея, протікає територією країни Папуа Нова Гвінея і частково кордоном з Індонезією. Друга за довжиною річка острова — має довжину 1120 км, площа басейну — 76 000 км².:С.7

## Географія
Річка Флай є другою за довжиною річкою острова Нова Гвінея, після річки Сепік і найбільш багатоводною річкою всієї Океанії. За цим показником вона займає 25-те місце у світі і є однією із найбільших річок у світі без єдиної греблі в басейні.
Річка починає свій витік у хребті Віктор-Емануїл, в східних відрогах гір Стар. Тече в південному, а потім в південно-західному напрямку. Після подвійного перетину меридіану 141° сх. д., повертає і тече в південно-східному напрямку, перетинає південно-західну низовину. В середній і нижній частині протікає через болотисті низини, де вона утворює численні озера і стариці, в гирлі розгалужується і утворює велику дельту (понад 60 км в довжину і 56 км в ширину, загальна площа 7100 км² при середній глибині русла 8 м):С.10 і впадає у затоку Папуа, Коралового моря. Судноплавна, починаючи від гирла, протягом близько 850 км, для суден з осадкою до 2,4 метра.
Кліматичні умови (насамперед кількість опадів) сильно різняться протягом всієї течії річки Флай. У верхів'ях клімат дуже вологий: тут випадає до 10 000 мм опадів, при цьому сезони дощів і посух різко не виділяються. У середній і нижній течії кількість опадів залежить від мусонів і пасатів, тому вони непостійні. В цілому ж, в цьому районі випадає не менш 3500 мм опадів.:С.7
Дельта річки всіяна низькими і болотистими островами, покритими мангровими лісами і пальмами нипа. На цих островах є поселення і посівні площі. Землі по обидві сторони від гирла, мають той же характер що і на островах. В гирлі острови плоскі і покриті товстим шаром родючих алювіальних ґрунтів. Найбільші острови дельти: Ківаї (359,1 км²), Пуруту (186 км²), Вабуда (109 км²), Айбініо, Мібу та Доморі. Ківаї, Вабуда та Доморі — населені.
Жителі дельти річки Флай займаються сільським господарством та полюванням. Тут вирощують кокосові пальми, хлібне дерево, подорожник, сагову пальму і цукрову тростину.

## Опис
Флай протікає в основному по території Західної провінції Папуа Нової Гвінеї, хоча на невеликій ділянці вана утворює кордон з індонезійською провінцією Папуа. В цьому місці вона перетинає меридіан по 141° сх. д. і заходить на територію, яка повинна була б належати Індонезії, але за угодою між країнами була передана Папуа Новій Гвінеї, натомість Індонезія одержала право вільно використовувати річку Флай на всій протяжності, аж до самого її гирла, для навігації.

## Історія
Річка Флай була вперше відкрита європейцями у 1842 році, коли британський капітан судна «Флай» Френсіс Блеквуд, досліджував західне узбережжя затоки Папуа. Саме на честь його судна річка і отримала свою сучасну назву.
У 1876 році італійський мандрівник Луїджі Д'Альбертіс досліджував річку на своєму пароплаві «Нева», і просунувся вглиб острова Нова Гвінея приблизно на 900 км. До нього жоден із європейських дослідників ніколи не був у цих місцях острова.

## Фауна
В річці налічується близько 110 видів риб, із них кожен сьомий вид є ендемічним тільки для річки Флай та річки Кікорі — найбагатшої різноманіттям видами риб річки в Новій Гвінеї. Види, які відомі тільки у водній системі річки Флай:
- Оселедець — nematalosa papuensis[en];
- Анчоус — thryssa rastrosa[en];
- Сом — neoarius augustus;
- Сом — potamosilurus robertsi;
- Сом — oloplotosus luteus;
- Прісноводна риба — melanotaenia iris[en];
- Прісноводна риба — melanotaenia oktediensis[en];
- Риба — melanotaenia sexlineata[en];
- Риба — kiunga ballochi[en];
- Риба — kiunga bleheri[en];
- Риба — gymnoamblyopus novaeguineae;
- Бичок — glossogobius muscorum;
- Бичок — glossogobius robertsi.

## Притоки
Основними притоками річки Флай є:
- ліва — Стрікленд;
- права — Ок-Теді.